# Tia (fils d'Amonouahsou)
Pour les articles homonymes, voir Tia.
Tia est le fils d'un noble de haut rang nommé Amonouahsou. Il est le beau-frère et tuteur du jeune Ramsès II et a d'importantes fonctions sous ce règne : « Responsable du Trésor dans le temple d'Ousermaâtrê Sétepenrê dans le domaine d'Amon » (c'est-à-dire le Ramesséum) et « Responsable du bétail d'Amon-Rê ».

## Généalogie
Tia est le fils de Amonouahsou, « scribe de la table du maître des Deux Terres » selon un relief exposé à Chicago.
Il est marié à la princesse Tia, « Chanteuse d'Hathor », « Chanteuse de Rê d'Héliopolis » et « Chanteuse d'Amon-grand-dans-sa-gloire », fille du pharaon Séthi Ier et sœur aînée du pharaon Ramsès II,,. Ils ont deux filles, Moutmetjennéfer et une autre morte jeune, représentées dans la tombe de leurs parents à Saqqarah.

## Attestations
Le couple Tia et Tia est représenté avec la reine Mouttouya, mère de la princesse, sur un bloc de pierre exposé au Musée royal de l'Ontario (inv. 955-79-2) : à droite, « l'épouse divine et mère du roi Touia » offre un bouquet de fleurs et de l'encens à la déesse Hathor maîtresse du Sycomore [méridional] ; derrière elle est représenté « l'Osiris scribe royal, responsable du Trésor du Maître des Deux Terres, Tia, juste de voix » qui offre lui aussi un bouquet et tend l'autre main en signe d'adoration ; enfin, derrière lui est représentée « la maîtresse de maison, la chanteuse d'Amon grand de victoires, la vénérable sœur du roi Tia, juste [de voix] » qui offre elle aussi un bouquet et agite un sistre.
Une stèle funéraire, aujourd'hui à Florence, qui provient peut-être de la tombe de Tia et son mari à Saqqarah, représente au registre supérieur le roi Ramsès II rendant hommage au dieu Osiris et au registre inférieur Tia (le mari) accompagné d'un texte qui inclut un appel aux vivants. Tia (l'épouse) est mentionnée sur les inscriptions verticales situées sur les tranches de la stèle qui la présentent comme « [la supérieure des recluses de] Rê d'Héliopolis, la vénérable sœur du roi Tia, [juste de voix] » et « [la ...] d'Hathor maîtresse du Sycomore méridional, la chanteuse d'Amon grand de victoires, la vénérable sœur du roi Tia, juste de voix ».
Sur la stèle du chef de l'escorte Amenemheb le Syrien et aujourd'hui conservée au musée de Durham, le couple est figuré au registre supérieur en adoration devant Osiris et Isis. Cette stèle, qui provient peut-être de la tombe du couple à Saqqarah, possède par ailleurs un texte les concernant :
« Faire l'adoration pour ton ka éternellement, pour le ka de l'Osiris responsable du Trésor Tia, juste des voix, et de la maîtresse de la maison, la supérieure des recluses de Rê, la sœur du roi Tia. »
Un relief, exposée à Chicago (OI 10507), montre Tia (le mari) avec son père Amonouahsou, « scribe de la table du maître des Deux Terres ». La scène les montre tous deux rendant hommage au roi Séthi Ier divinié, avec derrière lui le prince Ramsès. Séthi et Amonouahsou sont qualifiés de wḥm ˁnḫ, c'est-à-dire « qui répète la vie », indiquant donc qu'ils étaient décédés au moment de la réalisation du relief. Ce relief, même s'il a été réalisé pendant le règne de Ramsès II, renvoie au règne de Séthi Ier où Amonouahsou était un proche du roi. Les perruques indiquent que les personnages avaient une certaine différence d'âge, montrant que Tia était déjà marié à la sœur de Ramsès II avant la montée sur le trône de Ramsès Ier.
Une stèle du Musée du Louvre (E 7717) montre Tia (le mari) adressant une prière à Amon-Rê, Rê-Horakhty et Ptah : 
« Faire l'adoration d'Amon-Rê, Rê-Horakhty et Ptah, par le scribe royal que Sa Majesté a instruit et que le Maître des Deux Terres a élevé dans l'œuf, le responsable du Trésor du temple d'Ousermaâtrê Sétepenrê dans le domaine d'Amon et responsable du bétail d'Amon-Rê, Tia, juste des voix. »
C'est cette dernière stèle qui a fait dire à certain que Tia était le tuteur d'un roi que la chronologie imposait comme étant Ramsès II, mais il semblerait que la relation de tutorat n'aille pas dans le sens Tia -> roi mais plutôt roi -> Tia. Ce roi pourrait être Horemheb, ce qui expliquerait par ailleurs pourquoi le couple Tia a construit leur tombe à Saqqarah près de celle d'Horemheb (avant qu'il ne devienne roi).

## Sépulture
En 1982, l'équipe des égyptologues Geoffrey Martin et Marten Raven a mis au jour la sépulture du couple Tia à Saqqarah entre celle d'Horemheb et celle de Maya, le tombeau contenait une remarquable fresque représentant une felouque. Cette tombe est constituée d'un pylône en façade, d'une avant-cour, puis d'une cour péristyle au centre de laquelle est aménagée la descenderie, d'une antichambre à deux piliers et d'une petite pyramide.